# Milan Dvořák
Milan Dvořák (Praga, 19 novembre 1934 – 21 luglio 2022) è stato un calciatore cecoslovacco, di ruolo centrocampista.

## Caratteristiche tecniche
Era un centrocampista che all'occasione si prestava a giocare in posizioni sia più difensive che più offensive, ovvero svolgeva un ruolo di Jolly.

## Palmarès

### Club
- Campionato cecoslovacco: 7

Dukla Praga: 1956, 1957-1958, 1960-1961, 1961-1962, 1962-1963, 1963-1964, 1965-1966
- Coppa di Cecoslovacchia: 4

Dukla Praga: 1961, 1965, 1966, 1969

### Individuale
- Capocannoniere del campionato cecoslovacco: 1

1956 (15 gol)